# Isariya Patharamanop
Isariya Patharamanop (อิสริยะ ภัทรมานพ, spesso traslitterato come Isariy Patharamanop), noto anche con lo pseudonimo di Hunz (ฮั่น) (Provincia di Nong Khai, 20 gennaio 1988), è un cantante, attore televisivo e ballerino thailandese. È conosciuto anche come il "principe della danza" per le numerose tecniche di ballo che è capace di fare, come il popping, la robot e la break dance.

## Biografia
Dopo aver appreso danza alla "D Dance Troupe", dove qualche anno più tardi si è ritrovato anche ad insegnare, inizia ad esibirsi come ballerino di supporto per alcuni artisti GMM, come Thongchai McIntyre (Bird).
Nel 2012 partecipa all'ottava edizione del talent show The Star, classificandosi al terzo posto. Ha anche all'attivo una carriera da attore televisivo; tra i ruoli da lui interpretati figurano quelli di Luke in City of Light: The O.C. Thailand, Bank in Sot Stories e Teddy in U-Prince Series.

## Discografia

### Album
- 2012 - Live 2 Dance (con Kornpassorn Duaysianklao)

### Singoli
- 2012 - Bid
- 2012 - Peua Dao Duang Nun (con i concorrenti di "The Star")
- 2014 - Sut Faa Sut Fan (con Kornpassorn Duaysianklao)
- 2014 - Ja Bpen Kon Derm Daai Eek Mai (con Kornpassorn Duaysianklao)
- 2014 - Ruk Kaung Chun Nun Keu Tur (con i concorrenti di "The Star")
- 2014 - Sak Ka Nit (con Temfah Krisanayuth)
- 2016 - Fan Pai... Rue Plao (con Focus Jeerakul)
- 2016 - Rai Gaht
- 2016 - Kum Dtaup Tee Chai Keu Tur
- 2018 - Together (con i concorrenti di "The Duet Thailand")

## Filmografia

### Televisione
- Raberd Tiang Thaew Trong - serie TV, 1 episodio (2013)
- Krob Krua Kum - serie TV, 1 episodio (2013)
- Nut Kub Nut - serie TV (2013-2015)
- Koom Nang Kruan - serie TV (2014)
- City of Light: The O.C. Thailand - serie TV (2016)
- Sot Stories - serie TV, 29 episodi (2016-2018)
- U-Prince Series - serie TV, 7 episodi (2016-2017)
- Bangkok rak Stories - serie TV, 13 episodi (2017)
- Muang Maya Live - serie TV, 6 episodi (2018)